# Provinz Moro

Lage der Moro Provinz auf den Philippinen

Die Provinz Moro war eine Provinz der Philippinen, die zwischen 1903 und 1913 einen Großteil der südlichen Insel Mindanao und des südwestlichen Sulu-Archipels vereinnahmte.

## Geschichte und politische Struktur
Die Provinz wurde am 1. Juni 1903 mit dem Act No. 787 gegründet und beinhaltete alle Gebiete, die südlich des 8. Breitengrades lagen, mit Ausnahme der Insel Palawan und des östlichen Teils der Halbinsel von Zamboanga. Die Provinz wurde von einer Zivilregierung mit einer untergliederten Zivilverwaltung geführt. Der Distriktgouverneur und seine Abgeordneten wurden von Mitgliedern des amerikanischen Militärs eingesetzt. Der Gouverneur der Provinz leitete das Ministerium von Mindanao-Jolo. Dieser Aufbau, als eine Kombination aus ziviler und militärischer Verwaltung, hatte verschiedene Gründe. Einer war die durchgängige Feindseligkeit der Volksgruppe der Moros, ein anderer die Erfahrungen der Armee aus den Indianerkriegen. Ein dritter Grund war der mangelnde Respekt, dem die Moros gegenüber einer rein militärischen Führung entgegenbringen würden.
Neben der Exekutive unter dem Gouverneur, hatte die Provinz auch eine Legislative: das Moro-Konzil. Dieses Konzil, eingesetzt vom Gouverneur selbst, beinhaltete die Position eines Staatsanwaltes, eines Schriftführers, eines Schatzmeisters, eines Schulleiters und eines Technikers.
Zudem setzte der Gouverneur alle anderen Mitglieder des Konzils ein, die ihre Position ausnahmslos permanent innehatten. Eine Struktur, die eine stabilere Grundlage für die Gesetzgebung darstellte, als die eines Gouverneurs, dessen Gebote von einem Nachfolger wieder ausgesetzt werden könnten.
Die Provinz untergliederte sich in fünf Distrikte: Cotabato, Davao, Lanao, Sulu und Zamboanga. Diese Distrikte wurden wiederum entsprechend ethnischen Gruppen in Wahlkreise unterteilt, die mit übergeordneten Datus in den Positionen als Kreisvorstände und mit untergeordneten Datus in der Funktion als Abgeordnete, Richter und Sheriffs besetzt waren.
Am 1. September 1913 wurde die Provinz wieder abgeschafft und in die Provinzen Agusan, Bukidnon, Cotabato, Davao, Jolo, Surigato und Zamboanga aufgeteilt, die zu einem Department of Mindanao and Sulu zusammengefasst wurden, welches von da an in der Hauptsache die Aufgaben der Provinzen koordinieren sollte.